# ویولتا همسی د گینزا
ویولتا همسی د گینزا (انگلیسی: Violeta Hemsy de Gainza; ۲۵ ژانویهٔ ۱۹۲۹ – ۷ ژوئیهٔ ۲۰۲۳) نوازنده پیانو، و نویسنده اهل آرژانتین بود.